# Middleton (Massachusetts)
Middleton es un pueblo ubicado en el condado de Essex en el estado estadounidense de Massachusetts. En el Censo de 2010 tenía una población de 8.987 habitantes y una densidad poblacional de 239,57 personas por km².

## Geografía
Middleton se encuentra ubicado en las coordenadas 42°36′38″N 71°0′26″O / 42.61056, -71.00722. Según la Oficina del Censo de los Estados Unidos, Middleton tiene una superficie total de 37.51 km², de la cual 34.85 km² corresponden a tierra firme y (7.1%) 2.67 km² es agua.

## Demografía
Según el censo de 2010, había 8.987 personas residiendo en Middleton. La densidad de población era de 239,57 hab./km². De los 8.987 habitantes, Middleton estaba compuesto por el 89.72% blancos, el 2.27% eran afroamericanos, el 0.48% eran amerindios, el 2.27% eran asiáticos, el 0.03% eran isleños del Pacífico, el 3.4% eran de otras razas y el 1.82% pertenecían a dos o más razas. Del total de la población el 7.12% eran hispanos o latinos de cualquier raza.